# George North
George North, död 1581, var en engelsk författare och diplomat. 
Han var diplomat och sändes 1564 på en diplomatisk resa till Sverige. Han utgav bland annat en skildring av Sverige. 
Hans författarskap uppgavs ha utgjort inspiration för William Shakespeare.